# Minburn, Alberta
Minburn är en ort i Kanada.   Den ligger i provinsen Alberta, i den centrala delen av landet, 2 700 km väster om huvudstaden Ottawa. Minburn ligger 634 meter över havet och antalet invånare är 105.
Terrängen runt Minburn är huvudsakligen platt. Minburn ligger nere i en dal. Trakten runt Minburn är nära nog obefolkad, med mindre än två invånare per kvadratkilometer.. Närmaste större samhälle är Mannville, 13,4 km öster om Minburn. 
Trakten runt Minburn består till största delen av jordbruksmark.